# 부여 월함지
부여 월함지는 충청남도 부여군 부여읍에 있다. 2004년 12월 22일 부여군의 향토문화유산 제67호로 지정되었다.
소재지로는 충남 부여군 부여읍 쌍북리 11번지 외 43필지다.

## 개요
지형상 왕도 동편인 이곳은 삼충사-남령을 있는 구릉 동편에 해당되고 전래명칭으로는 거무내, 뒷개, 사근다리, 즉 금성산 북쪽, 부소산 남쪽 동편의 물이 모이는 곳이다.